# Carlo Romagnoli
Carlo Romagnoli (Roma, 30 ottobre 1888 – Roma, 1965) è stato un pittore italiano.

## Biografia
Frequenta l'Accademia di belle arti e la scuola libera di nudo. Esordisce nel 1907 esponendo alla Promotrice e a tutte le più importanti esposizioni d'arte. È invitato a far parte del gruppo dei "XXV della campagna romana", gruppo di pittori dell'epoca, tra i quali si possono citare Giulio Aristide Sartorio e Duilio Cambellotti.
Dopo un'attiva partecipazione alla vita artistica in Italia ed all'estero, soprattutto negli anni venti, dipinge la Cacciata dal paradiso. Durante la seconda guerra mondiale perde il fratello Mario Romagnoli, che fu eroe di Cefalonia, evento che ritrae nella sua grande tela La caduta agli inferi ove rappresenta i malvagi che precipitano senza scampo alcuno nel vuoto e che risulterà un presentimento della fine di un'epoca felice.
Nella primavera del 2011, viene ritrovato il suo studio con molti quadri dell'artista all'interno.

## Mostre
- Biennale di Venezia del 1934
- a Berlino e Bruxelles nel 1935
- Palazzo Pitti Firenze
- Cappella Orsini - "L'Atelier Retrouvé" nel 2012 - Mostra patrocinata dall'assessorato alle politiche culturali di Roma capitale